# Ville l'Évêque
Ne doit pas être confondu avec Villevêque.

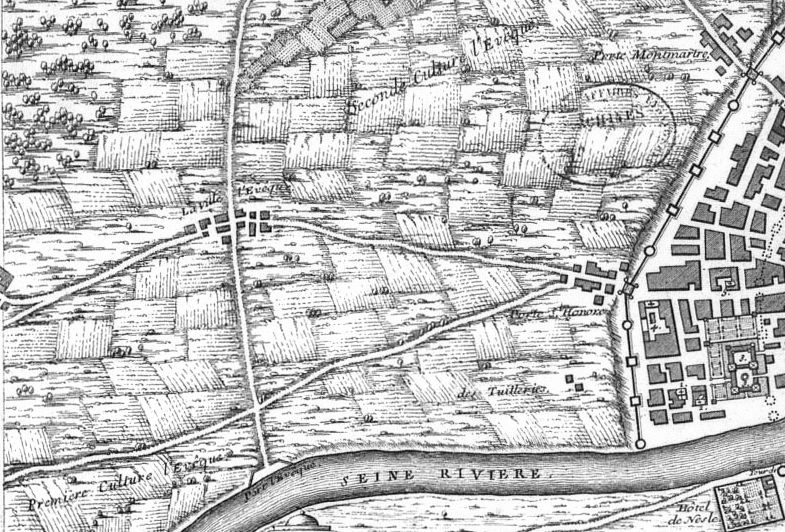
La Ville l'Evêque sur un plan de 1705 reconstituant, d'après les archives, le Paris de 1383.

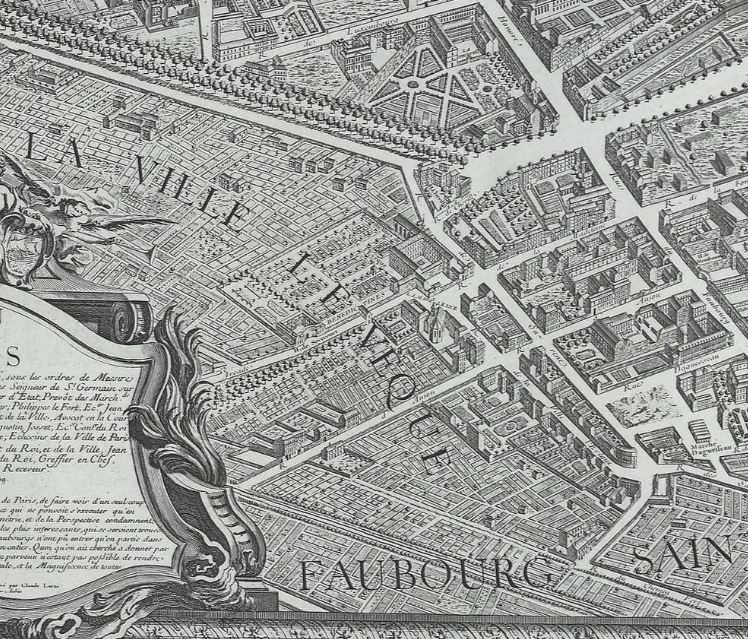
La Ville l'Evêque sur le plan de Turgot, avec l'église au centre de l'image.

La Ville l'Évêque était un hameau composé de fermes à l'ouest de la ville de Paris au Moyen Âge. 

## Situation
Il était situé à l'intersection de la route vers Argenteuil sur l'emplacement de la rue du Faubourg-Saint-Honoré actuelle et d'une autre route descendant de Montmartre vers la Seine en aboutissant approximativement au Petit Palais. L'emprise du village correspond à l'actuel quartier administratif de la Madeleine.

## Historique

### La couture l'Évêque
Un hameau commence à se développer au cours du VIe siècle. Au VIIe siècle, le roi Dagobert Ier en accorde la concession à l'évêque de Paris, ce qui lui vaudra son nom, (Villa Episcopi ou « ferme de l'évêque »).
Essentiellement constitué par la Culture-l'Évêque, c'est-à-dire des champs cultivés, ce fief très important comportait une maison de plaisance avec granges, fermes, terres, port et abreuvoir. Les privilèges accordés attirèrent des paysans, artisans et ouvriers qui constituèrent un bourg, placé en son centre. Les historiens ne savent pas dire si c'était une partie de Tudella, lieu dit aux contours incertains, où si Tudella n'en était que la partie peu à peu urbanisée entre Saint Germain l'Auxerrois et Saint Merri et pour cette raison disputée par le pouvoir royal.
Au XIVe siècle, la « couture » du suffragant de Paris, administrée depuis l'hôtel de Sens, comporte deux parties. La première culture s'étend le long de la Seine sur un terrain qui dépendait auparavant du village de Chaillot, deviendra au XVIIe siècle le faubourg de la Conférence et est aujourd'hui parcouru par le cours la Reine et le cours Albert-Ier. Elle est desservie par le Port-l'Évêque, actuel Port de la Concorde, et est séparée de l'enceinte de Paris par un aussi vaste terrain vague, les Tuileries. La seconde culture s'étend au nord de la première et du chemin du Roule, entre les portes Saint Honoré et Montmartre sur ce qui deviendra le quartier Richelieu, le faubourg Richelieu, et le faubourg Saint Roch. Elle est limitée au nord par le ru Ménilmontant.
La Ville l'Évêque et ses terrains forment ainsi, en aval du Paris du Bas Moyen Âge, le pendant, sur la rive droite, du faubourg Saint-Germain-des-Prés, lequel, en raison de son administration abbatiale, connaîtra un développement urbain tout différent.

### La chapelle et l'église de Sainte Madeleine

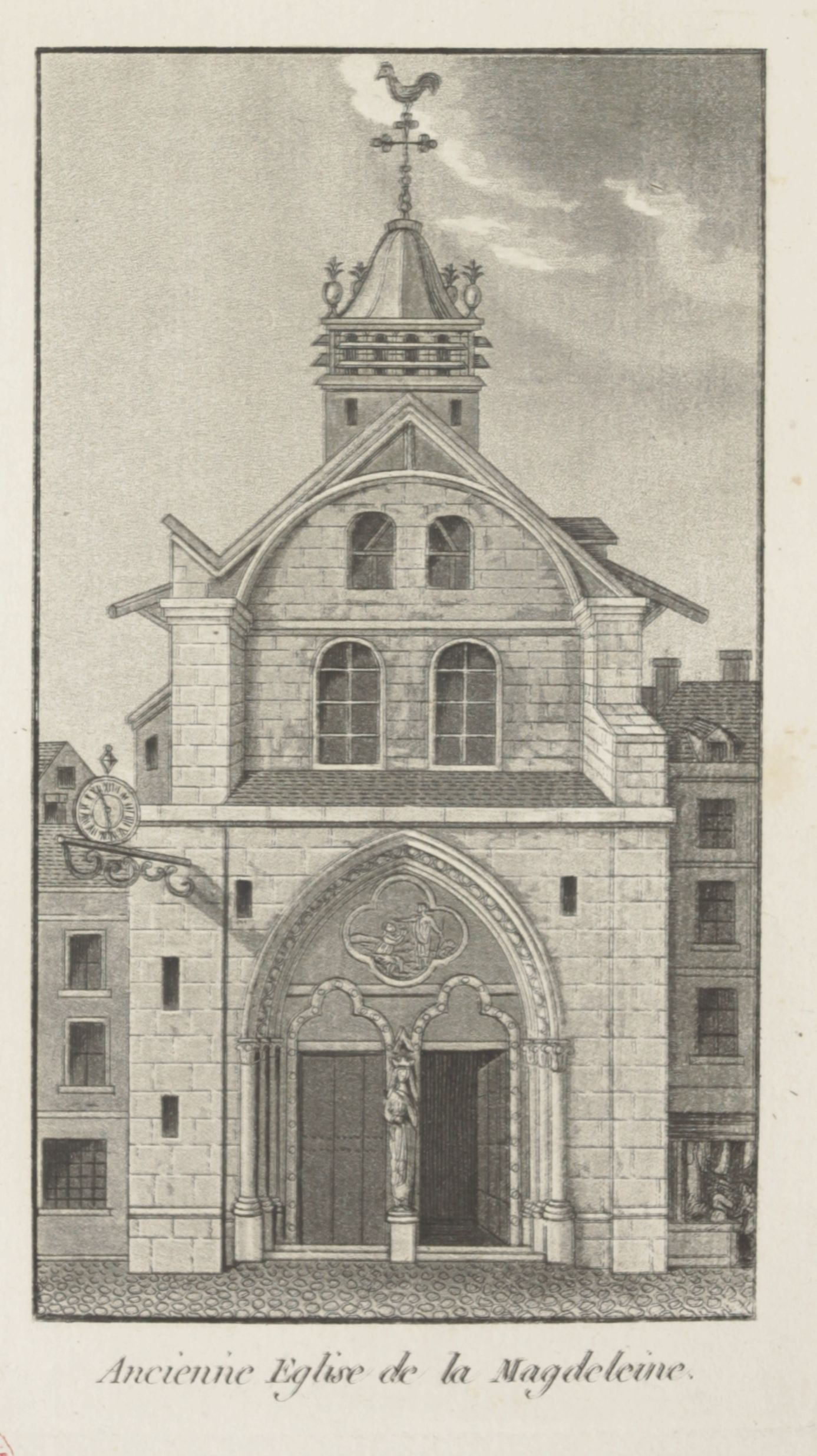
Ancienne église de la Madeleine.

Simple hameau autour de l'exploitation agricole appartenant à l’évêque de Paris, la Ville l'Évêque devient au XIIIe siècle un village digne d’être érigé en paroisse avec une église dédiée à Sainte Marie-Madeleine.
Une première chapelle, probablement de style gothique, avait été dédiée à sainte Marie-Madeleine au XIIIe siècle. Elle est reconstruite en 1429 ,.
Le village connaît une grande expansion au XVIIe siècle avec l'aménagement du Grand Cours (nos actuels Champs-Élysées) et la construction de nombreux hôtels particuliers ,.
L'ancienne église de la Madeleine est devenue trop petite. Le 8 juillet 1659, Anne-Marie-Louise d'Orléans, la Grande Mademoiselle, pose la première pierre d'un nouveau sanctuaire de style classique situé au bas du boulevard Malesherbes actuel,.
La Ville-l'Évêque est finalement annexée à Paris en 1722. Elle a laissé son nom à la rue de la Ville-l'Évêque ,.
L'église actuelle de la Madeleine est reconstruite un peu plus à l'est au débouché de la rue Royale (Paris) en servant de pendant au Palais Bourbon de l'autre côté de la Seine. Désaffectée en 1790, l'ancienne église est démolie en 1801.

### Le prieuré Notre-Dame de Grâce
Le prieuré Notre-Dame de Grâce à la Ville l'Évêque fut fondé en 1613 par Catherine d'Orleans-Longueville (1564-1638) et Marguerite d'Orleans-Longueville (connu comme "Mademoiselle d'Estouteville") (1566-1615), les sœurs de Henri d'Orléans-Longueville (1568-1595), duc de Longueville[réf. nécessaire]. Il était dépendant de l'abbaye de Montmartre. Les religieuses portaient le nom de Bénédictines de la Ville-l’Évêque. Ce prieuré possède de très vastes jardins qui s'étendaient jusqu'au grand égout de part et d'autre de la rue de l'Arcade.
Supprimé en 1790, ce prieuré devint bien national. Les bâtiments furent vendus le 18 floréal an VI. La place de la Madeleine est formée sur une partie de l'emplacement du prieuré de Notre-Dame-de-Grâce de la Ville-l’Évêque. La rue de la Madeleine (actuelle rue Pasquier) est également percée sur les terrains de ce prieuré.